# Annegret Krampová-Karrenbauerová
Annegret Krampová-Karrenbauerová (Kramp-Karrenbauer, často nazývána zkratkou AKK, * 9. srpna 1962 Völklingen) je německá politička, od července 2019 do prosince 2021 spolková ministryně obrany ve čtvrté vládě Merkelové a od prosince 2018 do ledna 2021 předsedkyně Křesťanskodemokratické unie, když v této funkci vystřídala Angelu Merkelovou. Mezi roky 2011–2018 zastávala úřad ministerské předsedkyně spolkové země Sársko, jakožto první žena v tomto úřadu a čtvrtá v čele zemských vlád.
V únoru 2020 se vzdala kandidatury na úřad kancléřky pro plánované volby do Spolkového sněmu 2021 a oznámila, že v průběhu roku 2020 odstoupí z pozice předsedkyně křesťanských demokratů (CDU). Její autorita byla oslabena po sérii ztrát mandátů v zemských volbách. Rozhodnutí rezignovat následovalo po jejím silném nesouhlasu s podporou křesťanských demokratů v Durynsku při volbě zemského premiéra Thomase Kemmericha za FDP, kdy CDU poprvé hlasovala shodně s Alternativou pro Německo.

## Život
Pochází z katolické rodiny a vyznáním se hlásí k římskokatolické církvi. V letech 1984 až 1990 studovala právo a politologii na Trevírské a Sárské univerzitě.
V roce 1984 se vdala za důlního inženýra Helmuta Karrenbauera. Do manželství se v letech 1988, 1991 a 1998 narodily tři děti. Rodina žije v Püttlingenu.

## Politická kariéra
V devatenácti letech roku 1981 vstoupila do Křesťanskodemokratické unie.
V roce 1998 byla půl roku poslankyní Německého spolkového sněmu, následně byla od roku 1999 do března 2018 členkou Zemského sněmu Sárska. Od roku 2011 zastávala úřad ministerské předsedkyně jedné z nejmenších spolkových zemí, Sárska.
V letech 2015–2016 podporovala migrační politiku „otevřených dveří“ kancléřky Angely Merkelové. Začátkem prosince 2018 zpochybnila politickou podporu německé vlády pro stavbu druhé části plynovodu Nord Stream (Nord Stream 2), s cílem zvýšení dodávek zemního plynu z Ruska přímo do Německa. Krampová-Karrenbauerová pohrozila omezením množství plynu odbíraného přes Nord Stream 2, pokud by Rusko snížilo tranzit plynu přes ukrajinské plynovody, za který dostává tato země značné poplatky.
V únoru 2018 se vzdala úřadu ministerské předsedkyně Sárska a již 28. února se stala generální sekretářkou celoněmecké CDU. Dne 7. prosince 2018 byla na sjezdu strany v Hamburku zvolena předsedkyní CDU, přičemž dostala ve druhém kole volby 51,8 % hlasů (517 z 999). Nahradila tak v této funkci dlouholetou předsedkyni a stávající
německou kancléřku Angelu Merkelovou, k jejíž politice má blízko. Její soupeř z druhého kola byl advokát Friedrich Merz, na kterého připadlo 48,2 % hlasů.
Podpořila prodej německých zbraní do Saúdské Arábie. Sociální demokraty (SPD) obvinila z ohrožení německých pracovních míst a z podrývání spolupráce mezi evropskými zbrojními podniky, poté co se SPD na protest proti saúdské vojenské intervenci v Jemenu a po vraždě saúdského novináře Džamála Chášakdžího postavila proti vývozu německých zbraní do Saúdské Arábie. Po zvolení Ursuly von der Leyenové na post předsedkyně Evropské komise 16. července 2019 po ní převzala vedení spolkového ministerstva obrany.